# Pulau Weh
Het eiland Weh (Indonesisch: Pulau Weh), ook wel bekend als Sabang naar de grootste stad, is een klein actief vulkanisch eiland ten noordwesten van Sumatra. Het eiland ligt op zo'n 45 minuten met een snel schip of 2 uur met de veerboot vanaf het vasteland van Banda Atjeh. Het was oorspronkelijk verbonden met het vasteland van Sumatra en werd door de zee gescheiden na de laatste uitbarsting van de vulkaan in het Pleistoceen. Het eiland is gelegen in de Andamanse Zee. De grootste stad op het eiland, Sabang, is de meest noordelijke buitenpost van Indonesië.

## Natuur
Het eiland staat bekend om zijn ecosysteem; de Indonesische regering heeft 60 vierkante kilometer binnenland en zee rond het eiland uitgeroepen tot natuurbeschermingsgebied. Een zeldzame megamouthhaaiensoort werd aan de kust gevonden en het eiland is de enige habitat voor de bedreigde pad, Duttaphrynus valhallae (voorheen Bufo valhallae). Koraalrifgebieden rond het eiland staan bekend om hun grote verscheidenheid aan vissoorten.

## Aardrijkskunde
Het eiland Weh ligt in de Andamanse Zee, waar twee groepen eilanden, de Nicobaren en de Andaman-eilanden, verspreid zijn in één lijn van Sumatra naar het noorden tot aan de Birma-plaat. De Andamanse Zee ligt op een actief bewegende kleine tektonische plaat (microplaat). Door de beweging van de microtiterplaat zijn langs de lengte van de zee een complex geologisch breuksysteem en vulkanische boogeilanden ontstaan.

#### Grootte
Het eiland ligt ongeveer 15 kilometer (9 mijl) van het noordelijkste puntje van Sumatra. Het eiland is klein met slechts 156,3 km2 (60,3 vierkante mijl), maar bergachtig. De hoogste top is een fumarolische vulkaan, 617 meter hoog.

#### Buureilanden
Er zijn vier eilandjes rondom Weh: Klah, Rubiah, Seulako en Rondo. Rubiah staat onder meer bekend om zijn duiktoerisme vanwege de koraalriffen.

## Inwoners
Weh maakt deel uit van de provincie Atjeh. Een volkstelling in 1993 meldde 24.700 inwoners. De overgrote meerderheid van de bevolking is Atjehers en de overigen zijn Minangkabau, Javanen, Batakanen en Chinezen. Er zijn echter enkele christenen en boeddhisten op het eiland. Het zijn voornamelijk Javanen, Batak en Chinezen.

## Ring of Fire (ring van vuur)
De 630 meter hoge vulkaan is slechts een van de 130 actieve vulkanen van Indonesië. Er zijn er zoveel omdat deze eilanden allemaal op de “Pacific Ring of Fire” liggen. Dit is de zone waar wel vaker aardbevingen, vulkaanuitbarstingen en tsunami's voorkomen.

#### Aardbeving
26 december 2004 vond een onderzeese aardbeving tussen de 9,1 en 9,3 Mw plaats in de Andamanse Zee. De aardbeving veroorzaakte een reeks tsunami's waarbij alleen al in Indonesië minstens 130.000 mensen omkwamen. Het effect op het eiland was relatief klein, maar het is niet bekend hoeveel inwoners op het eiland zijn omgekomen door de gebeurtenis.

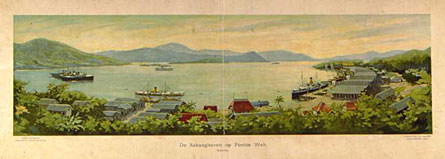
Tekening van Sabang, haven in 1910

## Economie
De economie op Weh wordt gedomineerd door landbouw. De belangrijkste producten zijn kruidnagel en kokosnoten. Kleinschalige visserij is actief in het gebied en vissers hebben op grote schaal gebruik gemaakt van explosieven en cyanidevisserij. Daarom is sinds 1982 door de Indonesische regering een natuurbeschermingsgebied (suaka alam) uitgeroepen dat 34 vierkante kilometer landinwaarts en 26 vierkante kilometer omringende zee omvat.
De twee belangrijkste steden zijn Sabang en Balohan. Balohan is een veerhaven die dient als knooppunt tussen het eiland en Banda Atjeh op het vasteland van Sumatra. Sabang is sinds eind negentiende eeuw een belangrijke kade, omdat de stad uitkijkt over de toegang tot een drukke scheepvaartroute, de Straat van Malakka.

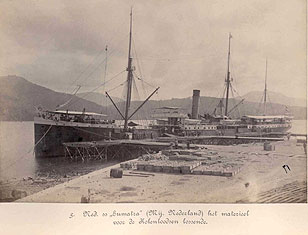
SS Sumatra aangemeerd bij sabang in 1895

Voordat het Suezkanaal in 1869 werd geopend, werd de Indonesische archipel vanuit Afrika bereikt via de Straat Soenda. Vanaf het Suezkanaal is de route naar Indonesië korter via de Straat van Malakka. Vanwege de natuurlijke haven met relatief diep en goed beschut water besloot de Nederlands-Indische regering om Sabang als kade te openen. In 1883 werd de kade van Sabang geopend voor schepen om aan te meren door de Atjeh Associate. Aanvankelijk was de haven bedoeld als kolenstation voor de Nederlandse marine, maar later ook voor koopvaardijschepen en voor de overslag van exportgoederen uit Noord-Sumatra.
Elk jaar passeren 50.000 schepen de Straat van Malakka. In 2000 riep de Indonesische regering Sabang uit tot vrijhandelszone en vrijhaven, om economisch voordeel te behalen door de haven te vestigen als een logistiek knooppunt voor internationale schepen die door de zeestraat varen. Er werden infrastructuren ontwikkeld voor een diepwaterhaven, haven, opslag- en tankfaciliteiten.
Weh wordt bediend door de Maimun Saleh Airport in Sabang. Momenteel zijn er geen luchtvaartmaatschappijen die op die luchthaven vliegen. De dichtstbijzijnde luchthaven om in Sabang te komen, is dus de luchthaven Sultan Iskandarmuda, die zich in Banda Atjeh bevindt. Vanaf het vliegveld van Banda Aceh is het ongeveer een half uur rijden naar Ulee Lheu, vlak bij het centrum van Banda Atjeh, vanwaar de veerboten naar Balohan (de veerhaven van Pulau Weh) vertrekken.
Weh Island staat ook bekend om ecotoerisme. Duiken, wandelen door de vulkanische bergen en strandresorts zijn de belangrijkste attracties. Een klein dorp, Iboih, staat bekend als een locatie om te duiken. Een paar meter van Iboih ligt het Rubiah-eilandje dat bekend staat om zijn koraalriffen. Er zijn ook verschillende duikoperators in Gapang.

## Ecosysteem
In de periode 1997–1999 heeft Conservation International een onderzoek uitgevoerd naar het koraalrif in het gebied. Volgens het onderzoek is de koraaldiversiteit relatief laag, maar de variatie in vissoorten is rijk. Sommige soorten die tijdens het onderzoek zijn gevonden, zijn onder meer Pogonoperca ocellata, Chaetodon gardneri, Chaetodon xanthocephalus, Centropyge flavipectoralis, Genicanthus caudovittatus, Halichoeres cosmetus, Stethojulis albovittatus, Scarus enneacanthus, Scarus scaber en Zebrasoma desjard.
Op 13 maart 2004 spoelde een exemplaar van de zeldzame en ongewone haaiensoort, megamouthhaai, aan op het strand van Gapang. Megamouthhaai heeft een kenmerkende grote mond, een zeer korte snuit en is breed afgerond in dorsaal aanzicht. Er wordt gezegd dat het exemplaar de 21e is (sommigen zeggen dat het de 23e is) die de soort heeft waargenomen sinds de ontdekking ervan in 1976. De mannelijke haai (is 1,7 meter lang en weegt 13,82 kg), werd ingevroren en naar het Indonesian Institute of Sciences (LIPI) gestuurd voor verder wetenschappelijk onderzoek. Sinds 2006 zijn er slechts 36 bevindingen van megamouthhaaien in de Stille, Indische en Atlantische Oceaan.
De aardbeving en tsunami in de Indische Oceaan in 2004 hadden gevolgen voor het ecosysteem van het eiland. In het dorp Iboih werd een groot stuk mangrove vernietigd. Puin van het land werd als gevolg van de tsunami op de nabijgelegen riffen gestort. In 2005 werden ongeveer 14.400 zaailingen van mangrovebossen opnieuw aangeplant om het mangrovebos te redden.
Afgezien van het onderwaterecosysteem, is Weh het enige leefgebied van een bedreigde paddensoort, Duttaphrynus valhallae (voorheen Bufo valhallae). Door de zware bebossing op het eiland is het voortbestaan van de soort onzeker.

## Sabang Internationale Regatta
Sabang International Regatta is een zeilwedstrijd en werd gehouden van 13 tot 25 september 2011. De deelnemers werden verwacht uit Australië, Verenigde Staten, Engeland, Duitsland, Maleisië, Singapore, Thailand en Hong Kong.

## Toerisme
Weh is een klein eiland en sommige stranden zijn alleen met een huurauto in één dag te bezoeken, omdat er geen openbaar vervoer is.

#### Stranden
• Anoi Itam Beach, met zijn zwarte zandstrand, ligt op een half uur rijden van de haven van Balohan. Tegen een kleine vergoeding kan een bezoeker Anoi Itam Resort betreden. [Nodig citaat]
• Gapang Beach ligt 27 km van Sabang of 45 minuten rijden en is handig voor backpackers met een wit zandstrand, bescheiden culinaire kraampjes en accommodatie. Er zijn verschillende duikresorts. [23] Regels tegen bikini's worden niet toegepast op Gapang Beach. [Nodig citaat]
• Iboih Beach, 5 km (3 mijl) van Gapang Beach, is het drukste strand van Weh. Het witte zandstrand zelf is slechts 150 meter lang, met Rubiah direct voor de kust ervan.